# Martin AM Mauler
El Martin AM Mauler, conocido también como Martin XBTM durante su fase de desarrollo, fue un avión de ataque monoplaza construido para la Armada de Estados Unidos. Diseñado por la compañía Glenn L. Martin Company durante la Segunda Guerra Mundial, su desarrollo fue problemático y no entró en servicio hasta 1948, con un pequeño número de unidades. La aeronave continuó presentando problemas y se vio implicada en un gran número de accidentes durante los pocos años que estuvo asignada a unidades de primera línea, hasta que finalmente fue sustituida en 1950 por el más pequeño y simple Douglas AD Skyraider. Se fabricaron unos pocos ejemplares biplaza, denominados AM-1Q.

## Diseño y Desarrollo
En los años 1930 y principios de los 1940, la Armada clasificó a sus aviones de ataque en dos tipos: torpederos y bombarderos en picado, todos con tripulaciones de dos o tres hombres. La experiencia en tiempo de guerra demostró que los pilotos podían lanzar sus armas sin la necesidad de otros tripulantes y navegar con la ayuda de radiobalizas. El desarrollo de motores más potentes permitió diseñar aviones más veloces que ya no necesitaban de un artillero para autodefensa. Además, la consolidación de los dos tipos de aviones de ataque incrementó la flexibilidad operativa de los grupos aéreos embarcados y permitió incorporar más cazas a los grupos.
En 1943 la Armada de Estados Unidos solicitó propuestas para un nuevo bombardero multipropósito y en el mes de septiembre seleccionó cuatro diseños: el Curtiss XBTC, el Douglas XBT2D Skyraider, el Kaiser-Fleetwings BTK y el Martin XBTM. A Martin se le asignó la tarea de apoyar a Curtiss que había sido seleccionado para reemplazar al Curtiss SB2C Helldiver. Posteriormente y ante la enorme complejidad del proyecto de Curtiss y el pobre desempeño de la compañía durante el desarrollo del Helldiver, se le encomendó a Martin el diseño de un avión fiable y más convencional que estaría propulsado por el motor Pratt & Whitney R-4360 Wasp Major que también iba a ser montado en el Helldiver. El 31 de mayo de 944 se encargaron dos prototipos que recibieron el nombre interno de Modelo 210.
El XBTM-1 era un monoplano íntegramente de metal, con ala baja y planos plegables, lo cual permitía ocupar un menor espacio en los hangares y usar un tren de aterrizaje convencional. Su fuselaje era un semimonocasco de sección oval, con un solo asiento y cubierta de cabina con forma de gota. Justo detrás de la cabina había un tanque de 570 litros de gasolina. El ala estaba dividida en dos secciones, las más próximas al avión estaban formadas por dos largueros que se unían a una sección exterior de tres largueros mediante un sistema hidráulico que permitía su plegado vertical. En el borde de salida de las alas se instaló un freno aerodinámico que podía ser usado como flap en las maniobras de despegue y aterrizaje. Este freno era muy efectivo gracias a su gran superficie, pero traía aparejado un incremento en el grosor de los alerones que redujo significativamente su eficiencia. Tenía dos tanques de combustible autosellados de 680 litros en la raíz de las alas y tanto el radiador del motor como la cabina estaban protegidos por 135 kg de blindaje

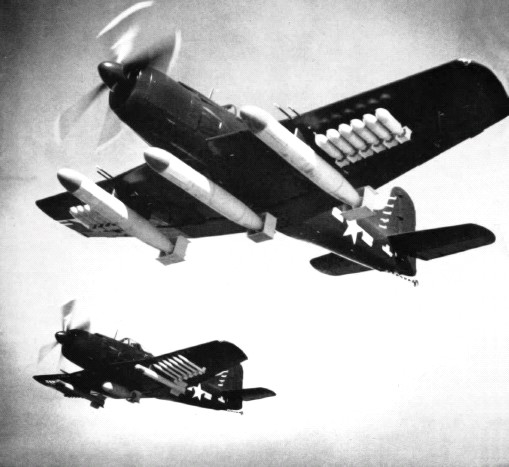
Dos AM-1s durante una prueba de armamento el 30 de marzo de 1949. El avión más cercano a la cámara batió el récord a la mayor carga y hoy se exhibe en el Museo nacional de aviación naval, en Pensacola

El armamento fijo estaba compuesto por cuatro cañones Hispano-Suiza HS.404 de 20 milímetros en la sección central de las alas, cada uno con 200 proyectiles. En la sección central tenía un punto de anclaje al que se le podían acoplar bombas o tanques de combustible de hasta 1043 kg. También podía equiparse con doce puntos de anclaje para bombas de 113 kg, cohetes de alta velocidad de 127 mm o un radar AN/APS-4 en un contenedor externo. En servicio el Mauler se ganó el sobrenombre de «Able Mable» por su gran capacidad de carga. El 20 de marzo de 1949 logró volar con una carga de 4830 kg, posiblemente la más pesada que haya llevado nunca un avión con un único motor de pistón.
El primer prototipo, denominado XBTM-1, realizó su vuelo inaugural el 26 de agosto de 1944 y el 11 de diciembre comenzaron los vuelos de prueba en la Estación aeronaval del Río Patuxent. La Armada encargó 750 aeronaves más el 15 de enero de 1945, aunque las redujo a solo 99 tras la rendición de Japón en agosto. El segundo prototipo realizó su primer vuelo el 20 de mayo de 1945.

Las primeras pruebas de vuelo revelaron problemas significativos con el motor y su cubierta, el estabilizador vertical y el timón. En respuesta, la cubierta se prolongó en 152 mm y los soportes del motor se inclinaron dos grados a la derecha para compensar el enorme par motor. Se aumentó la longitud de la toma de aire del carburador y se rediseñó la hélice y el estabilizador vertical. En abril de 1946 la denominación del avión se cambió a AM-1 cuando la Armada cambió la clasificación de sus aviones torpederos (TB) a aviones de ataque (A). En 1947 terminaron los trabajos de rediseño del aparato.
Las primeras entregas comenzaron en marzo de 1947 y ese mismo mes comenzaron las pruebas de vuelo, que se prolongarían durante tres años hasta que se consiguió corregir las graves deficiencias encontradas. Las pruebas de apontaje revelaron una debilidad estructural en la sección trasera del fuselaje cuando una de las aeronaves se partió en dos durante un brusco aterrizaje en un portaaviones. Las fuertes vibraciones en la cola al enganchar el cable de frenado se solventaron con la instalación de un rodamiento de bolas en el gancho de frenado que contrarrestaba las fuerzas laterales sobre la sección de cola. Otros cambios necesarios fueron la instalación de spoilers en las alas y cambios en los alerones de los estabilizadores horizontales a fin de mejorar la estabilidad del vuelo a bajas velocidades. La disposición de los controles en la cabina era insatisfactoria y también se tuvo que rediseñar. No recibió la aprobación para realizar apontajes en portaaviones hasta agosto de 1948 y para entonces ya estaba en servicio con un escuadrón y se había encargado la fabricación de otro lote de cincuenta unidades en mayo de ese mismo año. A pesar de todas las modificaciones realizadas durante su corta carrera, el avión fue una pesadilla para sus técnicos de mantenimiento, especialmente por su sistema hidráulico.

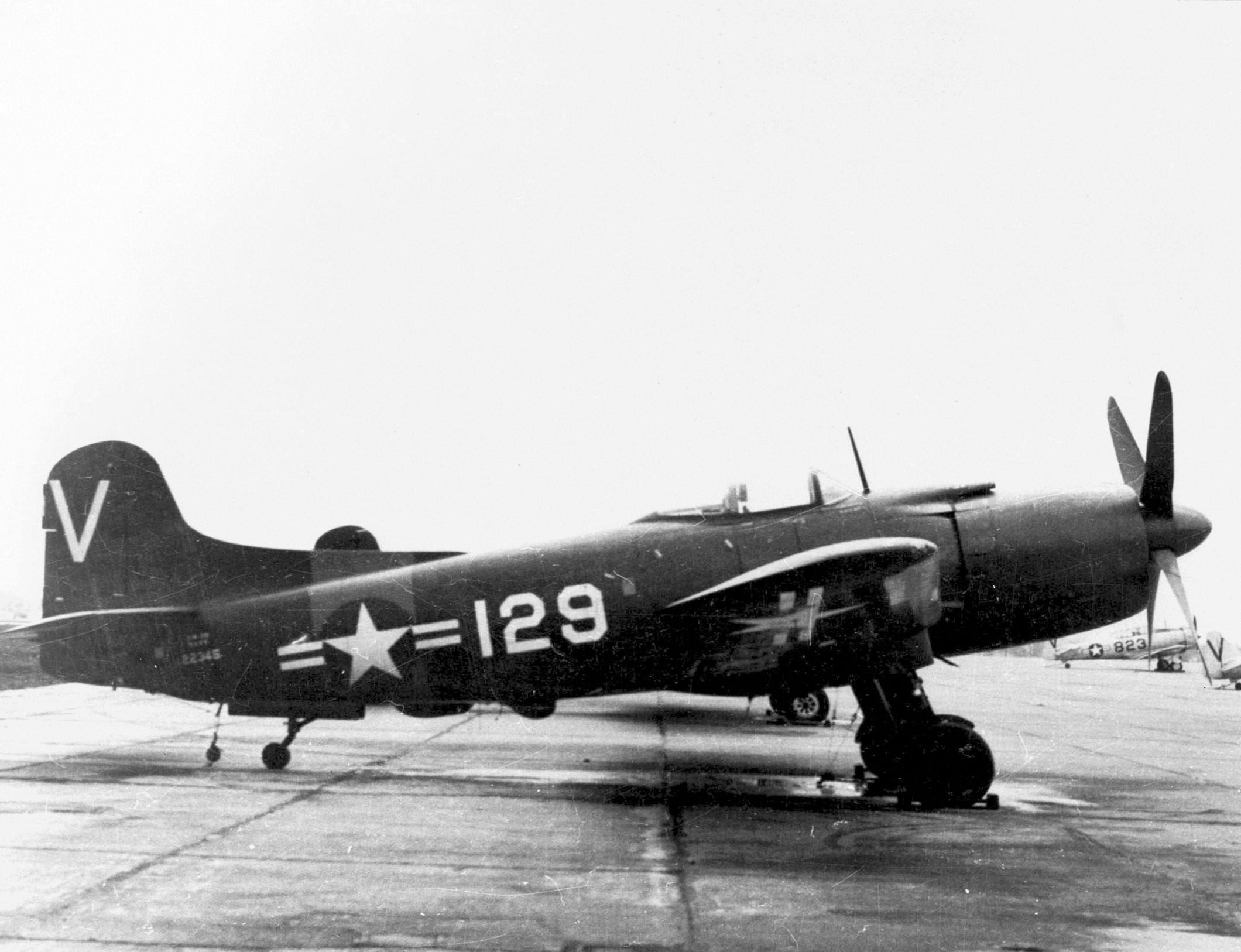
Un AM-1Q perteneciente a la Reserva naval

La versión biplaza AM-1Q fue desarrollada como una plataforma de contramedidas electrónicas. Su tanque de gasolina del fuselaje se eliminó para hacer sitio al operador de guerra electrónica y su equipo, en un compartimento cerrado sin visión exterior. La aeronave tenía varias radios y radares, transmisores y analizadores de señal y podía lanzar señuelos para bloquear la detección de los radares enemigos.
Sus pilotos lo consideraban un aparato de manejo exigente, difícil de pilotar en formación y muy difícil de aterrizar en portaaviones, ya que las maniobras de apontaje que no fuesen perfectas terminaban a menudo con el avión siendo detenido por la barrera de seguridad tras rebotar sobre los cables de frenado. Era un avión muy estable en el rol de bombardeo en picado, más que el Skyraider y podía transportar más armamento. Los problemas de mantenimiento y la dificultad para el aterrizaje le hicieron acreedor del sobrenombre «Awful Monster».

## Historia operativa

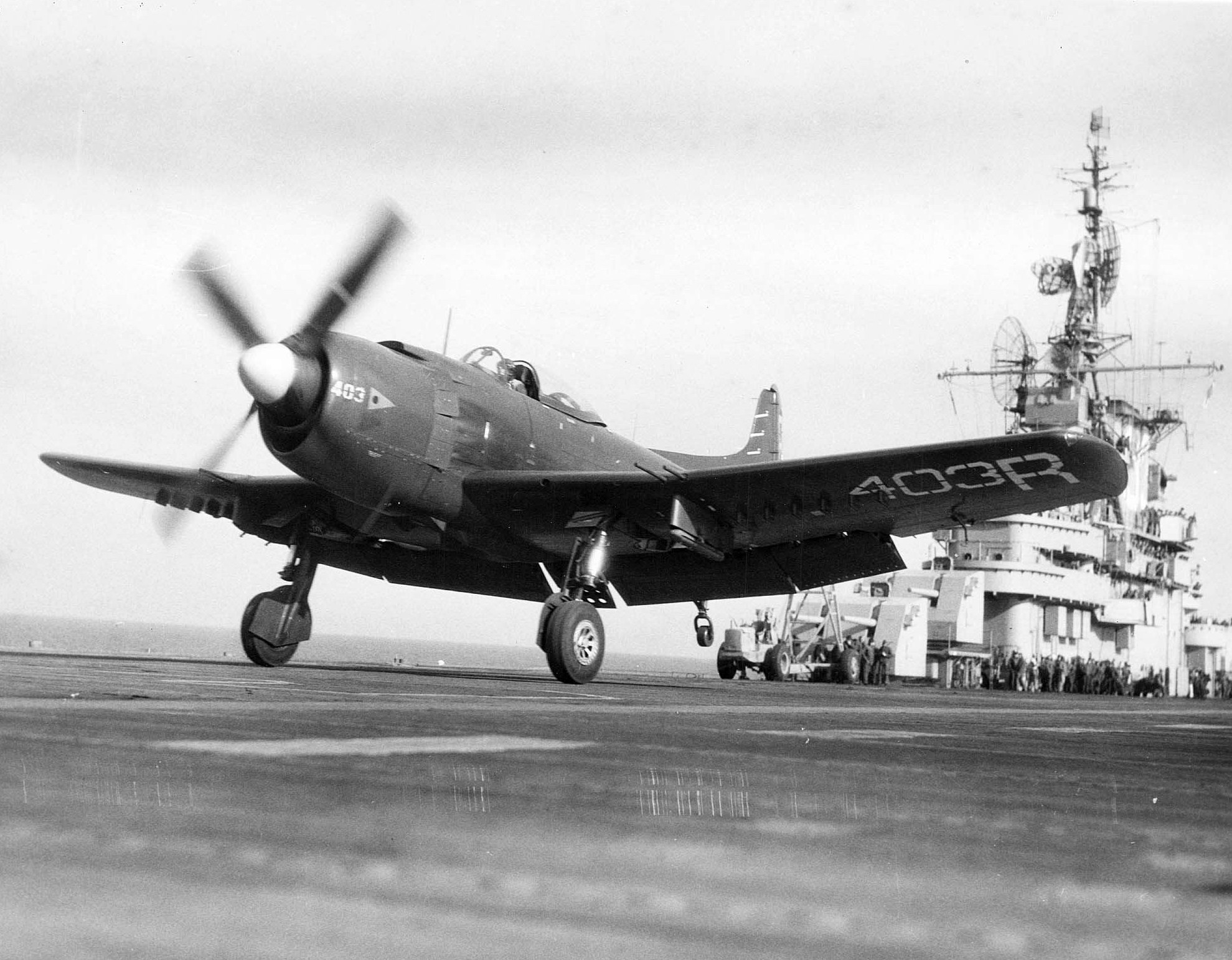
Un VA-174 AM-1 despegando del USS Kearsarge el 27 de diciembre de 1948.

La Armada de los Estados Unidos asignó el Mauler a los portaaviones de la Flota del Atlántico, donde operaría en conjunción con el A-1 Skyraider. El escuadrón de ataque VA-17A fue la primera unidad en recibir 18 unidades del AM-1 entre los meses de marzo y abril de 1948. Este escuadrón fue redesignado como VA-174 el 11 de agosto y comenzó las pruebas de cualificación del avión a bordo del USS Kearsarge, entre el 27 y el 28 de diciembre, y las completó en el USS Leyte en enero de 1949. Durante su despliegue el escuadrón participó en la búsqueda infructuosa del Avro Tudor de la aerolínea British South American Airways que había desaparecido en el Caribe. En 1949 el escuadrón se desplegó brevemente a bordo del USS Midway, uno de los portaaviones más grandes de la Armada en 1949. La mayor longitud de la cubierta de vuelo del Midway facilitó en gran medida las maniobras de aterrizaje y la estancia en el buque se saldó sin ningún incidente. A su regreso fueron transferidos a los escuadrones VA-44 y VA-45, ambos asignados al Midway. El  VA-45 fue el único escuadrón de la Armada que completó las pruebas de cualificación del Mauler sin ningún incidente. En octubre de 1949 reemplazaron los Mauler por Skyraider y en enero de 1950 fueron disueltos ambos escuadrones.
La mayoría de las unidades de AM-1Q, la versión de guerra electrónica del Mauler, se asignaron a un escuadrón compuesto que tenía su base en la estación aeronaval de Atlantic City; desde allí se despachaban los aviones en pequeños grupos para cada despliegue de la Flota del Atlántico. Se conocen muy pocos detalles sobre el historial operativo de este aparato, que se retiró del servicio activo en octubre de 1950.

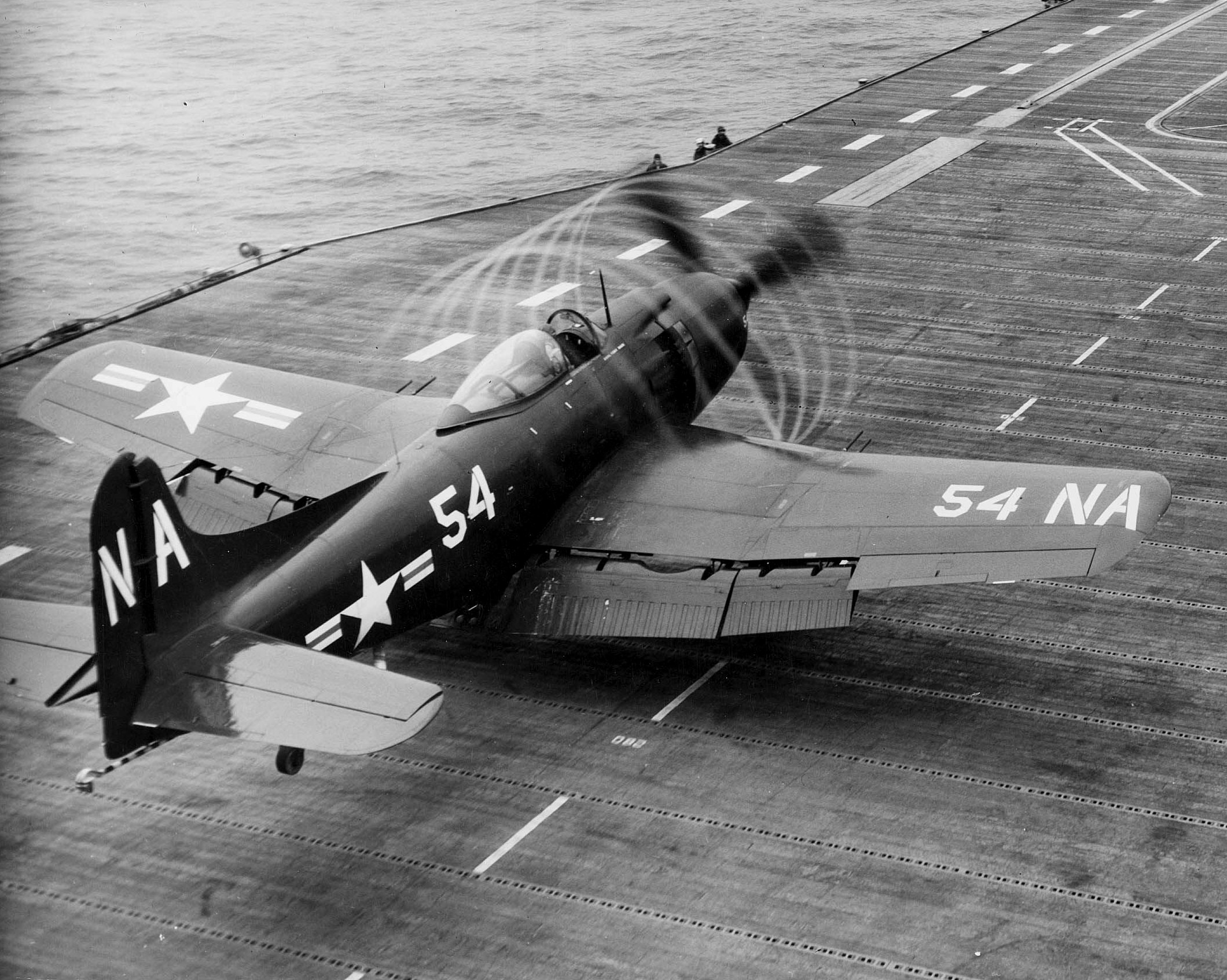
Un AM-1Q de VC-4 preparándose para despegar del Kearsarge en 1949.

Aunque el Skyraider era un avión más pequeño y con menor capacidad de carga, demostró ser más fiable, más fácil de volar y aterrizar y gozó además de la predilección de los pilotos. En 1950 la Armada relegó al Mauler al servicio en unidades costeras con base en tierra y a finales de ese mismo año see retiró definitivamente del servicio en primera línea. Los escuadrones de la reserva continuaron usándolo hasta 1953.

## Versiones
XBTM-1
Dos prototipos construidos.
BTM-1/AM-1
131 aviones construidos y 651 cancelados.
AM-1Q
Versión de guerraelectrónica. Se construyeron 18 aparatosfueron construidas o convertidas.
JR2M-1
Proyecto de avión de transporte basado en el Mauler. Nunca se construyó.

## Operadores
Estados Unidos
- Armada de los Estados Unidos
  - VA-44, VA-45, VA-84, VA-85, VA-174, VC-4.[18]
  - Escuadrones de ataque de reserva en NAS Grosse Ile, NAS St.Louis, Nas Glenview, NAS Dallas, Coulumbus, y NAS Atlanta.[19]

## Supervivientes

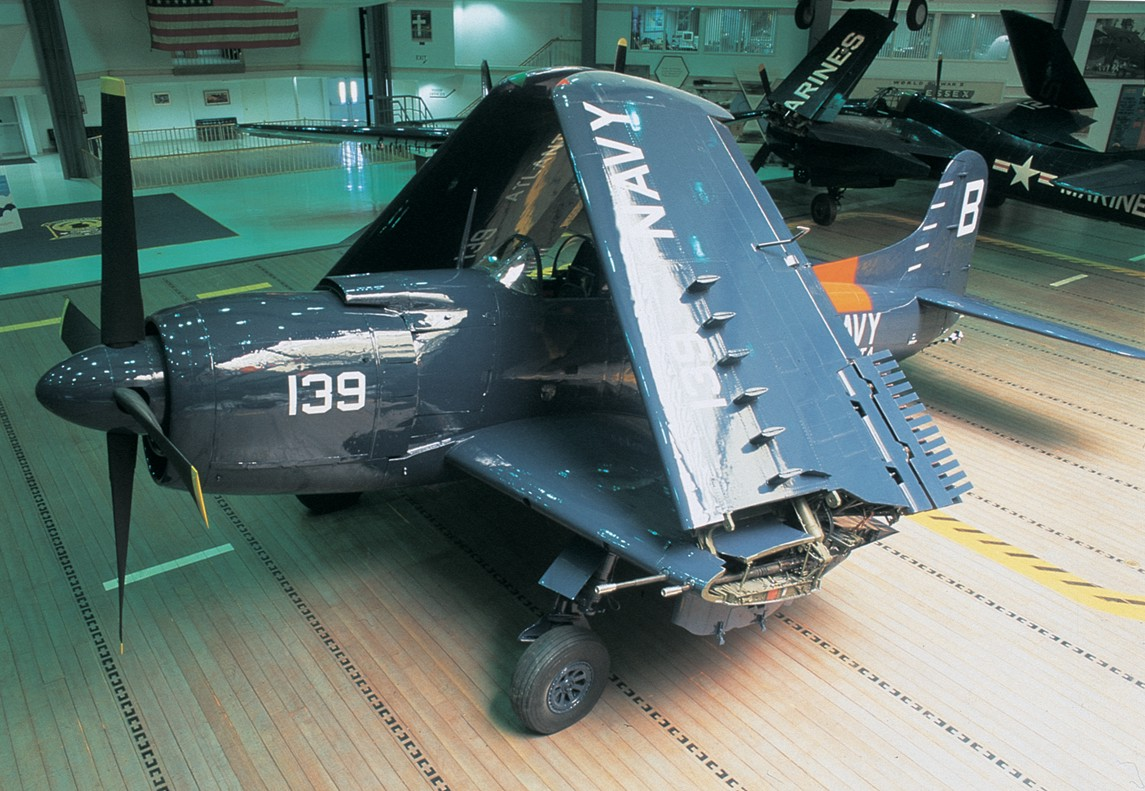
AM-1 en el Museo nacional de aviación

De los 151 Maulers construidos, solo se conoce de la existencia de cuatro ejemplares completos y uno incompleto:
En exhibición
AM-1
- 122397 - Museo Nacional de Aviación Naval en Pensacola, Florida.[20][21]
- 22275 - Museo del Aire de Tillamook, Oregón.[22]

Almacenados o en reparación
AM-1
- 22260 - Esta aeronave pertenecía a la Fuerza Aérea Conmemorativa.[21] En almacenaje, junto con el 122401, en el Museo de Aviación Glenn L.Martin Maryland en Middle River, Maryland. No está listado en la página del museo y no se obtuvo respuesta de este cuando se preguntó por su estado.[23]
- 122401 - Ejemplar incompleto, almacenado en el Museo de Aviación Glenn L.Martin Maryland.[24]
- 122403 - En el año 2014 estaba en un almacén en Chino, California.

## Especificaciones (AM-1 Mauler)
Referencia datos: American Combat Aircraft of the 20th Century

### Características generales
- Tripulación: Uno (piloto)
- Longitud: 10,49 m
- Envergadura: 12,70 m
- Altura: 4,87 m
- Superficie alar: 46,07 m²
- Peso vacío: 6920 kg
- Peso máximo al despegue: 11 674 kg
- Planta motriz: 1× Motor radial refrigerado por aceite Pratt & Whitney R-4360-4 Wasp Major.
  - Potencia: 3000 hp
- Hélices: 1× cuatripala por motor.
- Diámetro de la hélice: 4,51 m

### Rendimiento
- Velocidad máxima operativa (Vno):  537 km/h
- Velocidad crucero (Vc): 304 km/h
- Alcance: km
- Alcance en combate: 2 130 km
- Techo de vuelo: 8 229 m
- Carga alar:  253 kg/m²

### Armamento
- Cañones: 

  - 4x Hispano-Suiza HS.404 de 20 mm con 200 proyectiles
- Puntos de anclaje: 15 soportes para cargar una combinación de:  
  - Bombas: Hasta 4830 kg de bombas
  - Cohetes: 

    - 12× HVAR de 127 mm

### Aeronaves similares
- Blackburn Firebrand
- Blackburn Firecrest
- Curtiss XBTC
- Douglas A-1 Skyraider
- Douglas XTB2D Skypirate
- Kaiser-Fleetwings XBTK
- Westland Wyvern

### Secuencias de designación
- Secuencia Numérica (interna de Martin): ← 193 - 202 - 205 - 210 - 219 - 223 - 234 →
- Secuencia A_M (Aviones de Ataque de la Armada estadounidense, 1946-1962 (Martin, 1922-1962)): AM
- Secuencia BT_M (Torpederos de la Armada estadounidense, 1942-1945 (Martin, 1922-1962)): BTM
- Secuencia JR_M (Aviones de Transporte Utilitario de la Armada estadounidense, 1935-1955 (Martin, 1922-1962)): JRM - JR2M

### Listas relacionadas
- Anexo:Aeronaves militares de los Estados Unidos (navales)